# Thomas Cruise
Thomas Daniel Cruise (nascut el 9 de març de 1991) és un exfutbolista anglès que jugava com a defensa.